# André Lemaître
Pour les articles homonymes, voir Lemaître.
 (mai 2022).
André Lemaître (28 mars 1909, Falaise - 27 mars 1995, Caen) est un peintre français.

## Biographie
André Lemaître est né le 28 mars 1909 à Falaise. En 1916, alors âgé de sept ans et demi, André Lemaitre perd son père au champ d'honneur à Verdun. Depuis l'enfance, il n'a cessé de dessiner et commence à peindre vraiment vers 1926. Après des études à l'École Normale de Caen, il commence comme instituteur adjoint à l'école de Canon (Calvados) en 1929, où il a aussi créé un cours de dessin. Il devient ensuite instituteur à Billy (Calvados) en 1932 et continue de peindre. Cet artiste normand a réalisé l'essentiel de son œuvre dans le Calvados, grosso modo dans un triangle formé par Caen, Falaise et Honfleur. À partir de 1960, il se consacre exclusivement à son œuvre et s'établit à Cesny-aux-Vignes où il installe un atelier. Il a reçu un certain nombre de récompenses pour ses peintures ainsi que la médaille d'or aux artistes français à Paris en 1972. Il aurait peint environ 4 000 toiles.
Il est connu pour avoir peint la campagne normande dont il a restitué la saveur et la gravité, des natures mortes, des portraits et des grandes compositions. Parti d'un impressionnisme assez traditionnel, il a reçu l'influence de Cézanne à partir de 1936 à l'occasion d'une grande rétrospective à Paris, puis de Vlaminck après 1945, avant de se forger un style personnel qu'on a pu qualifier de "réalisme abstrait.
Christian Dorrière a écrit : "André Lemaitre, instituteur à Billy, usait alors (dans les années trente) d'une palette très claire et gaie. La maturité venant, la palette est devenue plus sombre. Il a trouvé une solution plastique très charpentée, très personnelle, une facture dans facilité pour exprimer son rapport au sacré. Son œuvre a atteint une grande renommée".
André Lemaitre est très présent dans les collections publiques bas-normandes. Ainsi, la ville de Falaise (musée André Lemaitre) est propriétaire de 150 œuvres environ ; le Conseil Départemental du Calvados détient une centaine de tableaux, des aquarelles et des dessins réalisés par André Lemaître préservés aux Archives du Calvados.
André Lemaitre est présent dans un certain nombre de musée français et étranger. Il meurt à Caen la veille de son 86e anniversaire.

## Musée André Lemaître
- Inauguré en 2000 à Falaise, le musée André Lemaitre possède un fonds d’environ 120 œuvres et en présente 90 qui sont le reflet de la vie et de l'oeuvre du peintre[7].

## Association en mémoire d'André Lemaître
- L'association Les amis d'André Lemaître a vu le jour à Falaise, dans sa ville natale, en 2010. Elle est située à Curcy sur Orne, dans le Calvados. Elle a pour vocation de soutenir le musée André Lemaître et d'organiser des conférences et des expositions[8].

## Expositions
- Exposition "Impressions et réalités normandes, centenaire d'André Lemaître", juin 2010, au musée de Saint-Lô[9].
- Exposition à St Langis-lès-Mortagne, en juin-juillet 2010[10]
- Exposition "L'impressionnisme et la jeunesse dans l'œuvre d'André Lemaître" de juin à septembre 2010[11].
- Exposition "André Lemaître, la vie silencieuse" à la Galerie Danielle Bourdette-Gorzkowski à Honfleur, d'octobre 2010 à janvier 2011[12].
- Exposition "Lemaître et l'atelier" au Château de Bénouville[13] dans le Calvados, du 30 juin au 30 septembre 2012[14].
- Les Automnales, exposition André Lemaître, à la Grange, Berville-sur-mer, du 17 au 30 septembre 2012[15].

## Ouvrages sur André Lemaître
- "André Lemaître, Études no 14" - 1975, de Mayer Barouh[16].
- "Un peintre vous parle", d'André Lemaître, 186, éditions Charles Corlet[17].
- "André Lemaître, Peintures 1930-1992", Musée des Beaux-Arts de Caen, 1992[18].
- "André Lemaïtre à l'Orangerie du Sénat", 2008[19].